# Surrogatet
Surrogatet är en svensk stumfilm från 1919 i regi av Einar Bruun. 

## Om filmen
Filmen premiärvisades 27 januari 1919 på Sture-Teatern i Stockholm. Den spelades in vid före detta Hasselbladateljén i Otterhällan Göteborg av Carl Gustaf Florin.

## Rollista (i urval)
- Karin Molander – Maggie Frisch, medarbetare på tidningen Stora Morgonbladet
- Violet Molitor – Violet, cigarrflicka i tobaksaffären 155:an
- Nils Arehn – Amandus Sax, kallad Amman, redaktionssekreterare på Stora Morgonbladet
- Einar Bruun – Charles Cepe, bankir, före detta kontorsbiträdet Calle Pettersson